# Grêmio Esportivo Bagé
El Grêmio Esportivo Bagé, també conegut com a Bagé, és un club de futbol brasiler de la ciutat de Bagé a l'estat de Rio Grande do Sul.

## Història

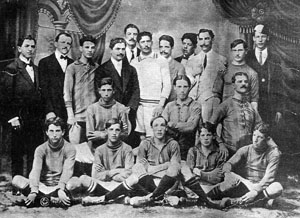
Equipe del Rio Branco el 1911. Usava samarreta verda i groga.

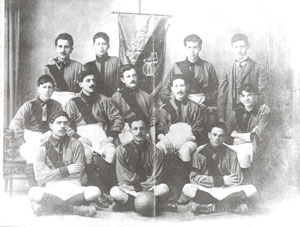
SC Bagé el 1906, primer club de la ciutat, fou un dels predecessors del GE Bagé.

El club va ser fundat el 5 d'agost de 1920, com a resultat de la fusió dels clubs locals 14 de Julho i Rio Branco. Els colors del club escollits van ser el groc del Rio Branco i el negre del 14 de Julho. Els seus fundadors foren Dr. Átila Vinhas, Dr. Carlos Brasil, Florêncio Py Lima, José Maria Parera, Leonardo Teixeira, Leonidio Malafaia, Nélson Osório Ripalda, Paulino Brandi, Dr. Sílvio Vinhas, Dr. Valandro i Virato Azambuja. El seu major triomf fou el campionat de l'estat de Rio Grande do Sul el 1925.
El principal rival del club és el Guarany Futebol Clube, amb el que disputa el derbi anomenat Ba-Gua.

## Palmarès
- Campionat gaúcho:
  - 1925

- Segona divisió del campionat gaúcho:
  - 1964, 1982, 1985

- Copa Governador:
  - 1974

- Campionat de l'Interior de Rio Grande do Sul:
  - 1925, 1927, 1928, 1940, 1944, 1957

- Copa Centenário de Bagé:
  - 1957

- Campionat de la ciutat: 
  - 1922, 1924, 1925, 1927, 1928, 1931, 1932, 1933, 1936, 1939, 1940, 1942, 1944, 1949, 1951, 1952, 1953, 1954, 1955, 1957, 1971, 1975, 1976